# Apamea hulstii
Apamea hulstii là một loài bướm đêm trong họ Noctuidae.